# Ла-Пома (департамент)
Департамент Ла-Пома  (исп. Departamento de La Poma) — департамент в Аргентине в составе провинции Сальта .
Территория — 4447 км². Население — 1,7 тыс.человек. Плотность населения — 0,4 чел./км².
Административный центр — Ла-Пома.

## География
Департамент расположен на северо-западе провинции Сальта.
Департамент граничит:
- на севере — с провинцией Жужуй
- на востоке — с департаментом Росарио-де-Лерма
- на юге — с департаментом Качи
- на западе — с департаментом Лос-Андес

## Административное деление
Департамент включает 1 муниципалитет:
- Ла-Пома

## Важнейшие населенные пункты[3]
| № | Населённый пункт | Населённый пункт (исп.) | Категория | Население чел. (2010) | На карте                        |
| - | ---------------- | ----------------------- | --------- | --------------------- | ------------------------------- |
| 1 | Ла-Пома          | La Poma                 | поселок   | 614                   | 24°43′20″ ю. ш. 66°12′02″ з. д. |
| 2 | Кобрес           | Cobres                  | поселок   | 143                   | 23°39′00″ ю. ш. 66°17′17″ з. д. |